# كوماموناسيات
كوماموناسيات (الاسم العلمي: Comamonadaceae) هي فصيلة من البكتيريا، سلبية الغرام، تتبع البيركهولدريات.